# Parque Natural Municipal de Andaraí Rota das Cachoeiras
O Parque Natural Municipal de Andaraí Rota das Cachoeiras é uma área de proteção da cidade de Andaraí, Chapada Diamantina, região central do estado brasileiro da Bahia, que foi criado em 2016.
Com uma área total de nove mil hectares, é considerado o segundo maior parque municipal do país.

#### Histórico e turismo
Sua criação se deu "visando proteger o rico patrimônio ambiental dos rios Piabas e Una, pródigos em cachoeiras de rara beleza, controlando o uso destes recursos naturais pelo ecoturismo sempre crescente", tendo por principais atrações as cascatas dos Cristais e Três Barras. Ali ainda estão localizadas outras quedas d'água como Herculano, Invernada, Ramalho, etc.
Em 2022 ainda não contava com estruturas físicas de atendimento aos turistas e tem como guias os membros da Associação dos Condutores de Visitantes de Andaraí (ACVA), embora ali seja registrado haver "uma infraestrutura variada de hospedagem, guias, restaurantes com comidas típicas, artesanato e histórias de garimpeiros".